# Voiron
Voiron är en kommun i departementet Isère i regionen Auvergne-Rhône-Alpes i sydöstra Frankrike. Kommunen ligger i kantonen Voiron som tillhör arrondissementet Grenoble. År 2022 hade Voiron 21 604 invånare. Staden är belägen på mellan 222 och 846 meter över havet med en genomsnittlig höjd på 290 meter. Arealen är 21,9 kvadratkilometer.

## Historia
Voiron var länge en del av Savojen, men 1355 gjordes ett utbyte med hertigen av Frankrike. Hela det savojenska området mellan Rhône och floden Isère byttes mot Faucigny och Gex.
1901 var antalet invånare i Voiron 12 625 personer.

## Byggnader
St Brunos kyrka i Voiron byggdes 1864-1873 och bekostades av munkarna i klostret Grande Chartreuse.
Det finns också ett torn, La tour Barral, som är återstoden av ett slott som fanns i Voiron.

## Transport
Voiron ligger längs vägen A48 mellan Lyon och Grenoble. Det finns expressbussar mellan Grenoble och Voiron och även många reguljära bussar till andra destinationer. Det finns en järnvägsstation i Voiron på SNCF:s linje Lyon-Grenoble. Närmaste flygplatser är Aéroport de Grenoble-Isère i Grenoble och Lyon-Saint-Exupéry i Lyon.

## Befolkningsutveckling
Antalet invånare i kommunen Voiron
| Referens: INSEE |